# Tibor (recipiente)

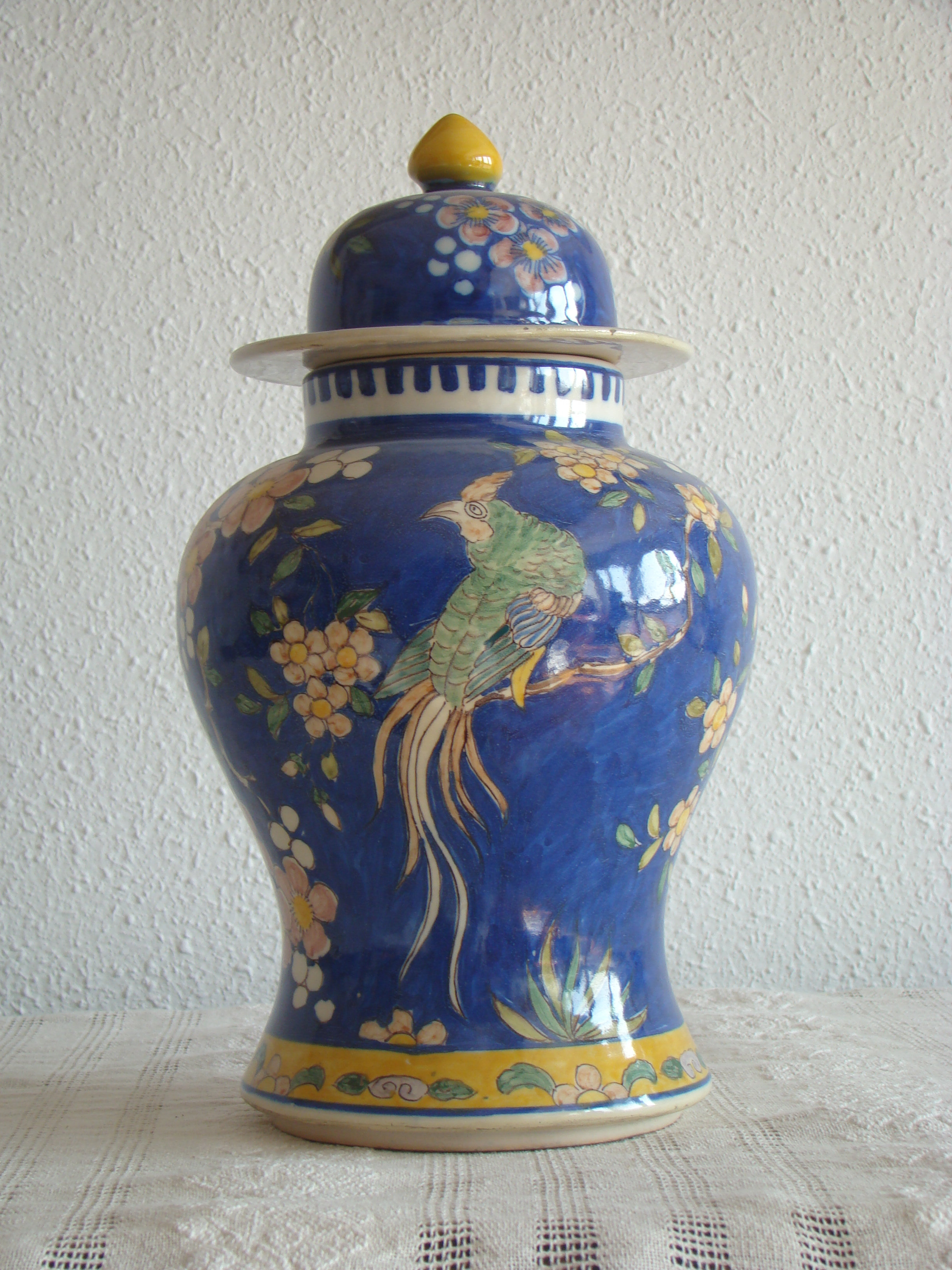
Tibor de cerámica valenciana, con decoración de tipo Manises, c. 1950.

Un tibor es un recipiente en forma de vaso alto, tinaja o jarro, grande y de función ornamental. Se presenta policromado y decorado, hecho en porcelana o incluso loza fina, y suele disponer de una tapa con asa pezonada (de mamelón, botón o pitón). El modelo chino, que se puso de moda en Europa desde el siglo xviii, ha tenido cierto desarrollo en la cerámica mexicana desde el xix.

## Origen del término
Covarrubias, en su Diccionario de Autoridades, lo describe como «vaso grande de barro de China, regularmente en forma de una tinaja mediana, aunque los hay de varias hechuras». Tres siglos después, Corominas anota una definición más detallada y documentada: 

Vaso de mediana magnitud, redondo y ancho por medio, que suele ser de barro exquisito y se pone para adorno de las salas de la casa. La Academia ha mantenido hasta hoy su definición sin más que agregar que puede ser de Japón y que está decorado exteriormente. En la parte occidental de Cuba es el nombre corriente del orinal (Pichardo), en Yucatán «taza en que se toma chocolate» (R. Duarte). Nada análogo se encuentra en otros romances; no tengo otras noticias del empleo popular del vocablo, ni sé que nadie haya escrito acerca de su origen. ¿Se tratará de una adaptación popular del inglés «tabor» 'tambor' en el Mar de las Antillas? O acaso estemos ante una aplicación del nombre propio de mujer Tibor, de origen germánico, que no es raro en esta forma en textos catalanes medievales (y supongo se emplearía también en castellano) occitano antiguo «tiborc» (Anglade, Onom. des Troub., s. v.), germ. THIUDBURG (Förstemann, 1425). Hay otro nombre semejante «timbor» (que quizá procede más bien de un THINGBURG), llevado en 1440 por la esposa (al parecer catalana) del noble aragonés Johan d´fxar, BRAE XX, 79; de ahí procede seguramente el nombre del pueblo de Timor, término de Sant Pere dels Arquells, partido de Cervera, ya citado en esta forma en el S. XIII. Desde luego no creo que tibor vasija tenga que ver con el nombre de árbol rioplatense «timbó», algunas veces dicho también «timbor» (J. B. Lagomarsino, La Nación, 21-VI-1942).
Diccionario crítico etimológico castellano e hispánico (1954), Joan Corominas

## Descripción

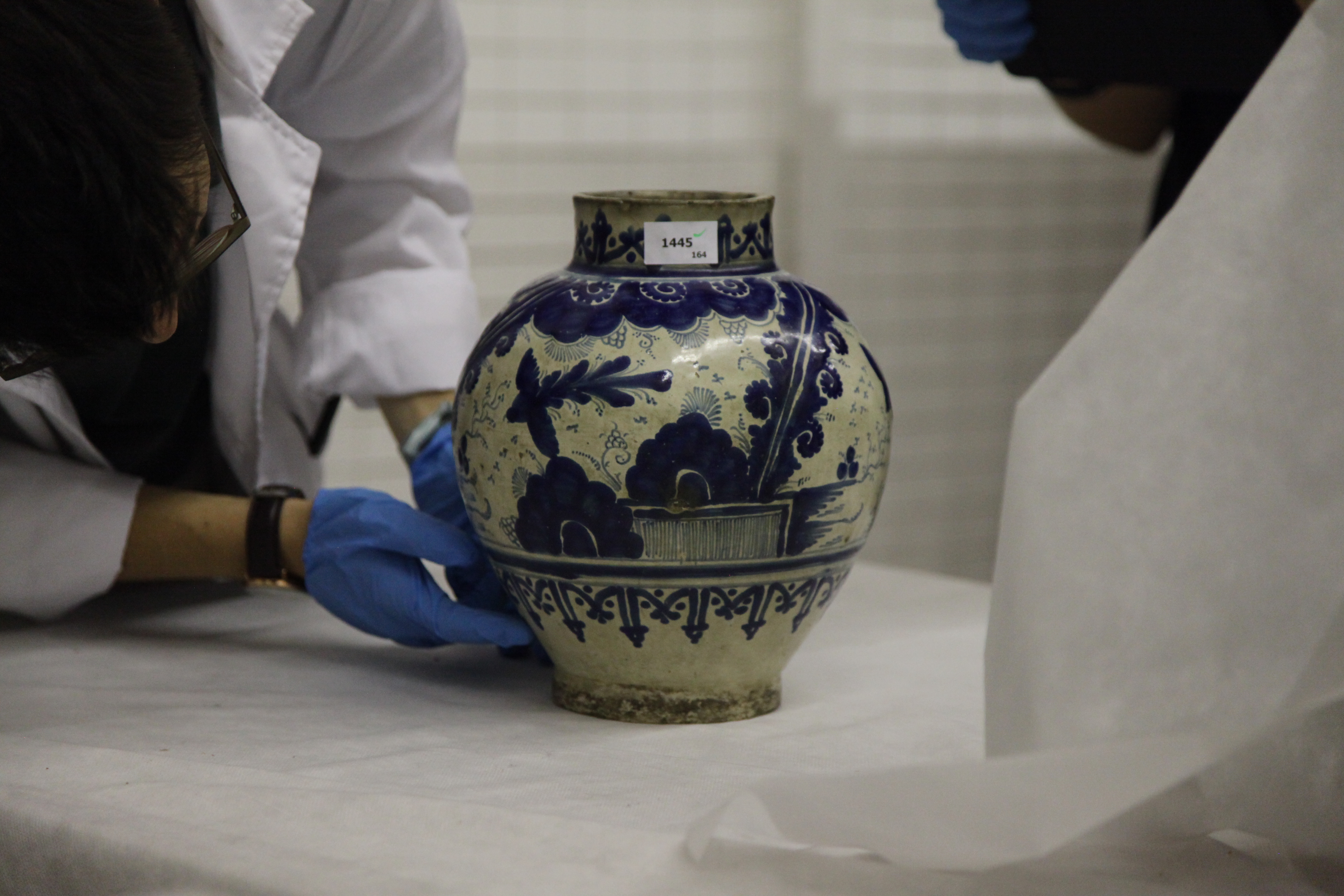
Tibor de talavera poblana del Museo de América de Madrid

El historiador de arte especializado en cerámica, Abraham Rubio, lo define como «forma cerrada de tamaño variable, a veces con tapa», y añade como detalles descriptivos que el vaso, en esencia cilíndrico, suele tener cuerpo abalaustrado, ovoidal como las tinajas, o con «estrangulamiento central» (como el pintado por Degas), que suelen recordar la tipología formal de tarros de farmacia y/o albarelos.

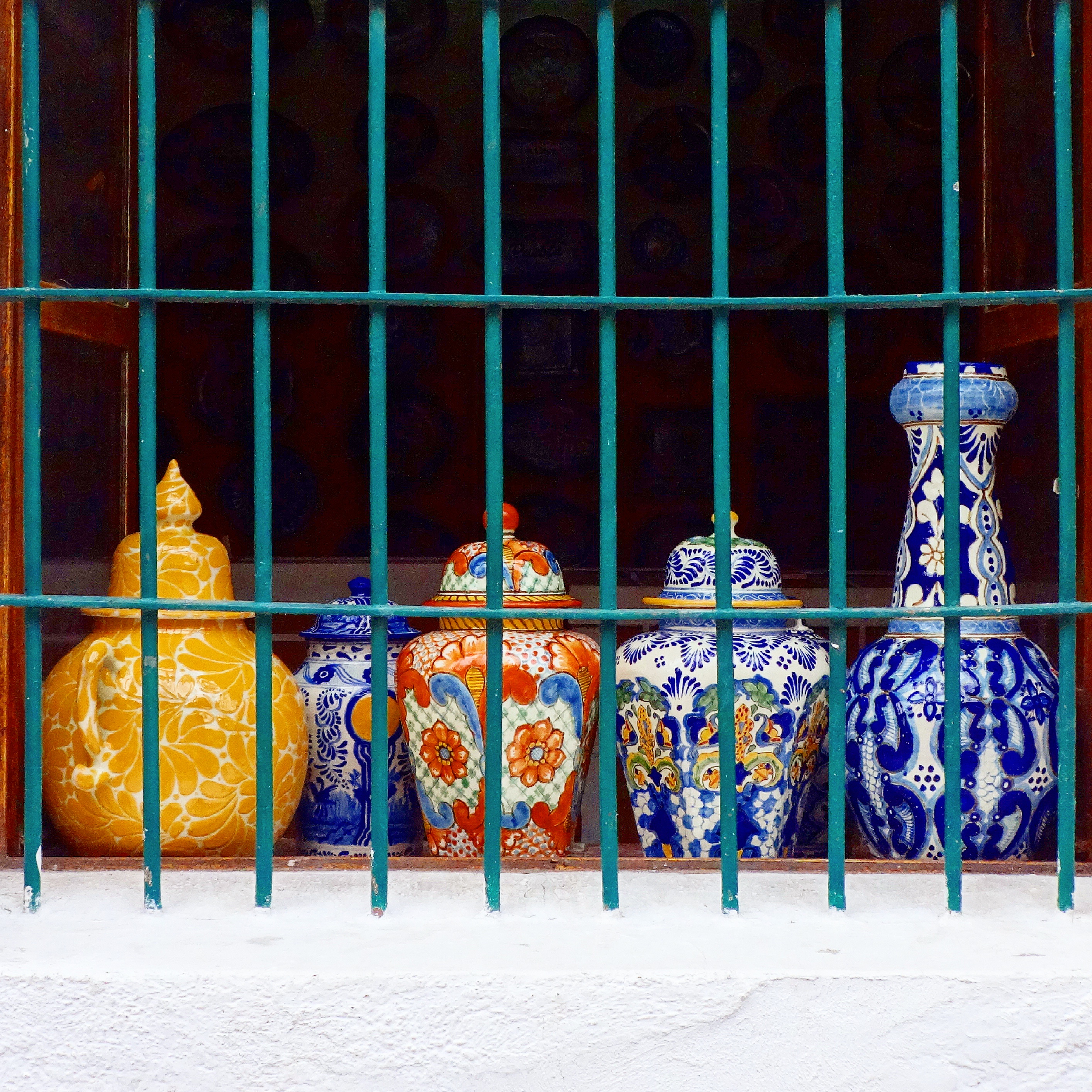
Tipos de tibores de Talavera de Puebla en la ventana de un alfar.

Como objeto de lujo puesto de moda en los salones europeos y en especial en los franceses, se importaron desde Indochina ejemplares que luego eran adaptados y convertidos en relojes.  
Diversas colecciones y museos guardan y exponen valiosos ejemplos de la variada tipología de estos recipientes. Así por ejemplo, en España, pueden citarse los ejemplares conservados en el Palacio Real de Madrid, el Museo Cerralbo, el Museo de América, el museo segoviano de los Zuloaga, el Museo Nacional de Artes Decorativas o el Museo de Cerámica de Barcelona —entre otros muchos.
En América, citar por ejemplo los ejemplares de talavera poblana de la colección Nelson A. Rockefeller. También son importantes los ejemplos de loza de Tonalá conservados en algunas instituciones italianas como el Quirinal en Roma, el Palazzo Ginori, los Uffizi o el Pitti en Florencia o el palacio Real de Turín.
Además del mencionado sinónimo de la «bacinica», en algunos países hispanoamericanos, también se ha denominado tibor a un modelo de orinal o «chamber pot», ocasionalemente de aspecto lujoso.

## Formas hermanas en la arqueología
El diseño y la línea del tibor no parece tener un origen oriental exclusivo, como lo demuestra el juego de urnas de ajuares iberos halladas en el yacimiento arqueológico de la necrópolis de Baza (Granada) en España, datadas en el siglo IV a. C. y conservadas en el M.A.N., de Madrid.

## En las bellas artes

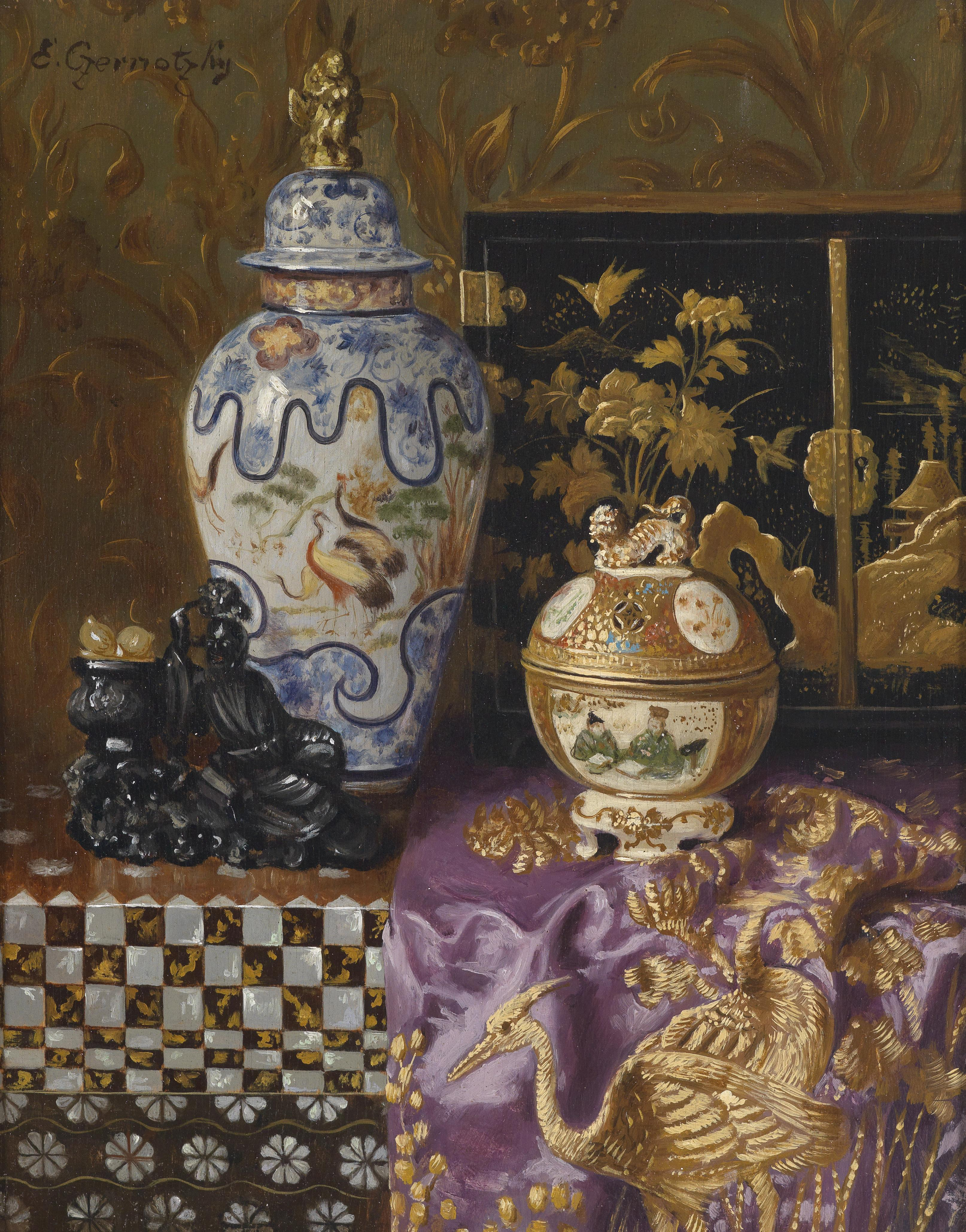
Tibor clásico con policromía de garzas y chinescos azules, obra del pintor austriaco Ernst Czernotzky, hacia 1930.

El tibor ‘chino’ —en su variada gama de formas abalaustradas—, es uno de los objetos lujosos de cerámica que puede identificarse en bodegones centroeuropeos de los siglos xviii y xix. La pasión por el arte del Lejano Oriente que sustituyó en Europa —y de manera especial en Francia— al “turismo romántico”, quedaría ya reflejada en Edouard Manet y muy diversos ejemplos de la obra de los impresionistas y su posterior evolución, con un mercado internacional desarrollado en el marco incomparable del París más esnob, mecenas del japonismo y las «chinoiseries».

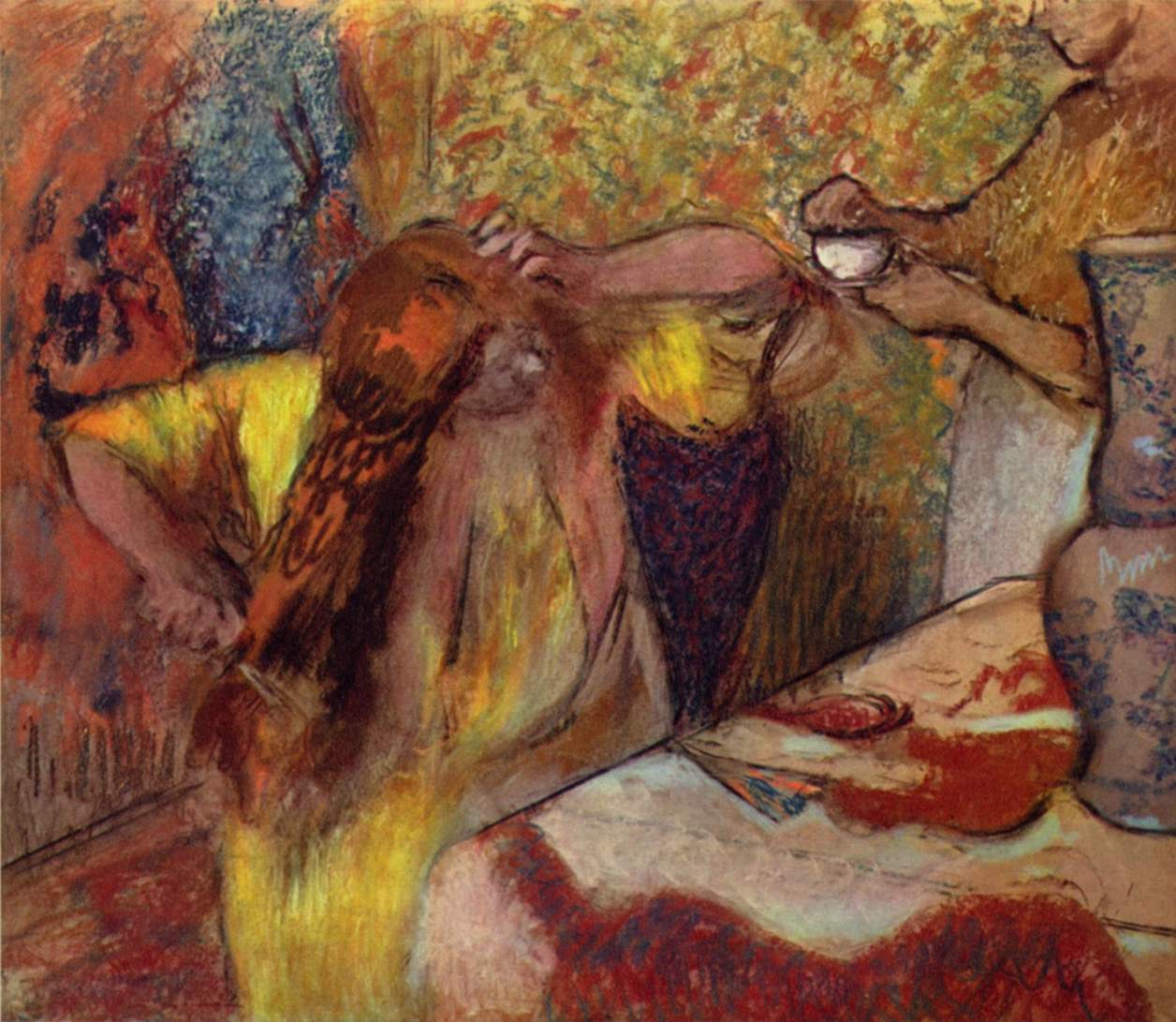
A la derecha, un tibor pintado por Degas hacia 1894.

De entre la variada muestra y en lo que a objetos de cerámica se refiere, puede citarse, por menos conocido quizá, el jarrón o tibor sin tapa y con «estrangulamiento central», que adorna la obra titulada La taza de té (o Mujer en el tocador), pastel de la serie de interiores que Edgar Degas dedicó a la «toilette» o arreglo femenino, conservado en la galería Tate de Londres, y en cuya ficha aparece identificado o nombrado como «vase».

## En la literatura
Francisco Gregorio de Salas le dedica una cuarteta en su Colección de los epigramas, y otras poesías críticas, satíricas y jocosas, decribiendo la casa de un rico indiano.

Tibores, china y bandejas,

charoles, cocos y barros,

rosarios de filigrana,

un mico y un papagayo.

También lo glosa Rubén Darío en un fragmento de Azul..., describiendo un modelo claramente chinesco:

Tras las rejas se adivinaban extensos jardines, grandes verdores salpicados de rosas y ramas que se balanceaban acompasada y blandamente como bajo la ley de un ritmo. Y allá en los grandes salones debía de estar el tapiz purpurado y lleno de oro, la blanca estatua, el bronce chino, el tibor cubierto de campos azules y de arrozales tupidos, la gran cortina recogida como una falda, ornada de flores opulentas, donde el ocre oriental hace vibrar la luz en la seda que resplandece.
Rubén Darío

Siguiendo a Rubén el Valle-Inclán más modernista dejó en su temprano Femeninas, dibujado con precisión otro modelo:

Tula recostada en el confidente, suspiraba de ese modo hondo, que levanta el seno con aleteo voluptuoso. Las manos, que conservaba cruzadas, parecían dos palomas blancas, ocultas entre los encajes del regazo azul, en cuya penumbra de nido, el rubí de una sortija lanzaba reflejos sangrientos sobre los dedos pálidos y finos. Algunos pájaros de América modulaban apenas un gorjeo en sus jaulas doradas, que pendían inmóviles entre los cortinajes de los abiertos balcones; y en los ángulos, trípodes de bambú sostenían tibores con enormes helechos de los trópicos.
Valle-Inclán (1895)

Por su parte Galdós le da a la vasija uso de tiesto o maceta en este pasaje de su novela Misericordia:

A los quince días de instalarse doña Francisca en la calle de Orellana, juzgó la mandona que más eficaz sería su poder y mejor gobernada estaría la familia viviendo todos juntos: general y subalternos. Trasladóse, pues, y allá fue metiendo su ajuar humilde, y sus chiquillos, y el ama, para lo cual antes hizo hueco echando fuera la mar de tiestos y tibores de plantas, y poniendo en la calle a Daniela, que en rigor no servía más que de estorbo. A sus funciones de gran canciller agregó pronto las de doncella y peinadora de su suegra y cuñada. Así todo se quedaba en casa.
Benito Pérez Galdós (1897)

Miguel Ramos Carrión en un soneto cantable para la zarzuela Agua, azucarillos y aguardiente, rompe una lanza por el casticismo madrileño definiendo así el “tibor hispano”:

Desprecio del Japón o de la China

el granadino Tibor de porcelana,

el vaso etrusco, el ánfora romana,

y la tinaja griega o damasquina.